# 矢島大輔
矢島大輔（やじまだいすけ、1959年1月22日 - 2007年12月25日）は、東京都出身の脚本家。元NHK所属。

## 主な作品
- 忍たま乱太郎
- ドラえもん
- ゲゲゲの鬼太郎（4作目）（1996年）
- ドラゴンボールGT（1996年 - 1997年）
- 金田一少年の事件簿（1997年 - 2000年）
- 小さな巨人 ミクロマン（1999年）
- レレレの天才バカボン（1999年）
- ぐるぐるタウンはなまるくん（1999年 - 2001年）
- 幻想魔伝 最遊記（2000年 - 2001年）

## 作詞
- アフターマン（NHKみんなのうた）
- 星空のオルゴール（NHKみんなのうた）